# Наумово (Ферзиковский район)
Нау́мово — опустевшая деревня в Ферзиковском районе Калужской области России. Входит в состав сельского поселения «Село Ферзиково».

## География
Находится возле реки Мысега.

## История
В XVIII веке деревня входила в состав Ферзиковской волости Калужского уезда.
По данным на 1859 год, деревня Наумово состояла из 6 дворов, где проживало 28 мужчин и 26 женщин, то есть всего в населённом пункте проживало 54 человека.
В 1896 году в деревне проживало 22 мужчин и 26 женщин (всего 48 человек).
В Списке населённых пунктов Калужской губернии 1914 года деревня числится с проживающими 36 мужчинами и 47 женщинами (всего 83 человека). Расстояние от деревни до губернского города составляло 39 вёрст (около 41,6 км).

## Население
| 2002 | 2010 | 2011 |
| ---- | ---- | ---- |
| 6    | ↘1   | ↘0   |

## Транспорт
Деревня доступна по подъездной дороге с автодороги регионального значения «Калуга — Серпухов».